# اشراق درخت گوجه‌سبز

تصویر جلد کتاب اشراق درخت گوجه سبز نسخه انگلیسی - انتشارات نسخه‌های اروپایی در سال ۲۰۲۰

اشراق درخت گوجه سبز یک رمان نوشته شکوفه آذر نویسنده ایرانی ساکن استرالیا است.
این رمان به سبک واقع‌گرایی جادویی روایت دختر سیزده ساله به نام بهار از یک خانواده پنج نفره ایرانی و اهالی روستای رازان پس از انقلاب ۱۳۵۷ ایران است.

## نسخه فارسی
نسخه فارسی این رمان با نام اشراق درخت گوجه سبز در دسامبر ۲۰۱۹ توسط انتشارات Wild Dingo Press در استرالیا منتشر شد.

## نسخه انگلیسی
ترجمه انگلیسی این رمان توسط انتشارات Wild Dingo Press در شهر ملبورن استرالیا در سال ۲۰۱۷ و انتشارات نسخه‌های اروپایی در سال ۲۰۲۰ با عنوان The Enlightenment of the Greengage Tree منتشر شد.

## جوایز و افتخارات
- ۲۰۱۸ نامزد دریافت جایزهٔ استلا[۱۳]
- ۲۰۱۸ نامزد جایزه کتاب داستانی دانشگاه کوئینزلند[۱۴]
- ۲۰۲۰ نامزد دریافت جایزه جهانی من بوکر[۱۵]